# Zhang Fengyi
Zhang Fengyi (chinês simplificado: 张丰毅; chinês tradicional: 張豐毅; nascido em 1 de setembro de 1956) é um ator chinês mais conhecido por seu papel como "Duan Xiaolou" em Ba wang bie ji (1993), Jing Ke em Jing Ke ci Qin Wang (1998) e Cao Cao em Chì Bì (2008–2009).

## Carreira
Zhang nasceu em Changsha, Hunan, enquanto sua casa ancestral era em Tanghe, Henan. Quando tinha apenas um mês de idade, mudou-se com seu pai para Dongchuan, Yunnan. Ele deixou o ensino médio em 1971 sem concluir seus estudos e se juntou à trupe de ópera de um grupo de artes cênicas em Dongchuan. Ele foi transferido para a equipe de canto e dança em 1973.
Em 1978, Zhang foi matriculado no departamento de atuação da Academia de Cinema de Pequim com excelentes notas. Em 1980, quando era aluno do segundo ano, foi selecionado pelo Phoenix Studio de Hong Kong para interpretar Xin Dalei em Treasure Hunting in Desert (1980), que foi sua estreia no cinema. Um ano depois, Zhang interpretou Xiangzi em Rickshaw Boy, um filme dirigido por Ling Zifeng e adaptado de uma história de Lao She.
Zhang interpretou Cao Cao em Chì Bì (2008–2009). Ele também interpretou o protagonista na adaptação cinematográfica de Bái Lù Yuán (2011).
Em 2014, Zhang estrelou o drama histórico de sucesso Wu Mei Niang chuan qi.
Entre os projetos notáveis de Zhang nos últimos anos está Rénmín de míngyì, um drama político baseado na luta da China contra a corrupção e em outros desenvolvimentos políticos.

## Filmografia

### Cinema
| Ano  | Título                              | Personagem     | Notas |
| ---- | ----------------------------------- | -------------- | --- |
| 1980 | Treasure Hunting in Desert 塞外夺宝 | Xin Dalei      | |
| 1982 | Luo tuo Xiang Zi 骆驼祥子           | Xiangzi        | |
| 1982 | Chéng nán Jiùshì 城南旧事           | Ladrão         | |
| 1983 | Lu 路                               |                | |
| 1984 | Peng hai ren 碰海人                 | Hailong        | |
| 1984 | Mysterious Land 神奇的土地          | Wang Zhigang   | |
| 1985 | Yexing Huoche 夜行货车              |                | |
| 1986 | Gezi Mi De Qiyu 鸽子迷的奇遇        | Du An          | |
| 1986 | E Nan 恶男                          |                | |
| 1987 | Jingdu Qiuxia 京都球侠              |                | |
| 1988 | Huanghuo 荒火                       |                | |
| 1988 | Xuehun 血魂                         |                | |
| 1989 | Shangjie 商界                       |                | |
| 1990 | Fengyu Guitu 风雨归途               |                | |
| 1990 | Heading South 南行记                | Dahan          | |
| 1990 | Dragon Year Cops 龙年警官           | Fu Dong        | |
| 1991 | No Regrets About Youth 青春无悔     |                | |
| 1991 | Mandala 曼荼萝                      | Huiguo         | |
| 1993 | Ba wang bie ji 霸王別姬             | Duan Xiaolou   | |
| 1993 | Yòu Sēng 诱僧                       |                | |
| 1993 | Sha ren zhe Tang Zhan 杀人者唐斩    |                | |
| 1993 | Lán fēngzheng 蓝风筝                |                | |
| 1993 | Private Guard 私人保镖              |                | |
| 1994 | Xi chu bawang 西楚霸王              | Liu Bang       | |
| 1994 | Xin Baochou 新报仇                  |                | |
| 1995 | Zhenhanxing Chouwen 震撼性丑闻      |                | |
| 1995 | Feihu Dui 飞虎队                    |                | |
| 1995 | Genwo Zou Yihui 跟我走一回          |                | |
| 1996 | Pili Fenghuang 霹雳凤凰             |                | |
| 1996 | Riguang Xiagu 日光峡谷              |                | |
| 1997 | Jing Ke ci Qin Wang 荆轲刺秦王      | Jing Ke        | |
| 1997 | Lie Xiong 猎凶                      |                | |
| 1997 | Dang'an X Sharenfan 档案X杀人犯     |                | |
| 2002 | Jingtao Hailang 惊涛骇浪            |                | |
| 2006 | Perfect Summer 完美夏天             |                | |
| 2008 | Chì Bì 赤壁                         | Cao Cao        | Indicado–Prêmio Cinematográfico de Hong Kong de Melhor Ator Coadjuvante Indicado–Iron Elephant Film Awards de Melhor Ator |
| 2009 | Gaoyuan Ren 高原人                  |                | |
| 2010 | Zhao shi gu er 赵氏孤儿             | Gongsun Chujiu | |
| 2011 | Bái Lù Yuán                         |                | |
| 2012 | In-Laws New Year                    |                | |
| 2019 | Nezha                               | Li Jing        | |

### Televisão
| Ano  | Título                               | Personagem          | Notas                                                                                           |
| ---- | ------------------------------------ | ------------------- | ----------------------------------------------------------------------------------------------- |
| 1982 | Yangzhou Baguai 扬州八怪             | Imperador Qianlong  |                                                                                                 |
| 1986 | Zhu De 朱德                          | Cai E               |                                                                                                 |
| 1991 | Huaiyin Hou Han Xin 淮阴侯韩信       | Han Xin             |                                                                                                 |
| 1993 | Zhong An Zu 重案组                   |                     |                                                                                                 |
| 1996 | Gu Wu Chunqiu 古吴春秋               | Rei de Wu           |                                                                                                 |
| 1996 | Peaceful of Years 和平年代           | Qin Zixiong         | Vencedor–Flying Apsaras Award de Melhor Ator Vencedor–Golden Eagle Award de Melhor Ator (China) |
| 1998 | Fengyu Yishi Qing 风雨一世情         | Xu Wei              |                                                                                                 |
| 1998 | Long Tang 龙堂                       | Du Zhong            |                                                                                                 |
| 1999 | Shengsi Liangzhouban 生死两周半      |                     |                                                                                                 |
| 2000 | Jiayuan 家园                         | Han Haichao         |                                                                                                 |
| 2000 | Jianbing 兼并                        | Fu Chun             |                                                                                                 |
| 2001 | Dàzháimén 大宅门                     | Ji Zongbu           |                                                                                                 |
| 2001 | Qin Shi Huang 秦始皇                 | Qin Shi Huang       |                                                                                                 |
| 2002 | Shenian Jingguan 蛇年警官            | Fu Dong             |                                                                                                 |
| 2002 | Wanmei Xiatian 完美夏天              |                     |                                                                                                 |
| 2002 | Tiānkōng Xià de Yuánfèn 天空下的缘分 | Wu Hong             |                                                                                                 |
| 2002 | Tianjian Qunxia 天剑群侠             | Qin Shi Huang       |                                                                                                 |
| 2003 | Longnian Dang'an 龙年档案            | Luo Cheng           |                                                                                                 |
| 2003 | Mengduan Tianguo 梦断天国            | Tang Nianzu         |                                                                                                 |
| 2004 | Lishi De Tiankong 历史的天空         | Jiang Bida          | Vencedor–Flying Apsaras Award de Melhor Ator                                                    |
| 2005 | Da Qing Fengyun 大清风云             | Dorgon              |                                                                                                 |
| 2005 | Xi Shengdi 西圣地                    | Yang Dashui         | Indicado–Flying Apsaras Award de Melhor Ator                                                    |
| 2006 | Han Matou 旱码头                     | Yang Ruiqing        |                                                                                                 |
| 2006 | Zhongnian Jihua 中年计划             | Jian Heping         |                                                                                                 |
| 2007 | Shangmen Nüxu 上门女婿               | Ma Sibei            |                                                                                                 |
| 2008 | Jin Qu 禁区                          |                     |                                                                                                 |
| 2009 | Sun Zi Dazhuan 孙子大传              | Sun Wu              | Vencedor–Flying Apsaras Award de Melhor Contribuição Por 60 Anos                                |
| 2009 | Banlu Xiongdi 半路兄弟               | Cheng Rui           | Vencedor–Flying Apsaras Award de Melhor Contribuição Por 60 Anos                                |
| 2015 | Wǔ Mèiniáng chuánqí 武媚娘傳奇       | Li Shimin           |                                                                                                 |
| 2017 | Rénmín de míngyì 人民的名义          | Sha Ruijin          | Vencedor–Macau International Television Festival de Melhor Ator                                 |
| 2018 | Rúyì Zhuàn 如懿傳                    | Imperador Yongzheng | Participação especial                                                                           |
| 2019 | Jiǔzhōu · Piǎomiǎo Lù 九州·缥缈录    | Ying Wuyi           | Participação especial                                                                           |
| 2019 | Shan he yue ming 江山纪              | Xu Da               |                                                                                                 |
| 2020 | Rights and Benefits 权与利           |                     |                                                                                                 |
| 2022 | Qiě Shì Tiānxià 且试天下             | Lorde de Yongzhou   |                                                                                                 |